# Neogonodactylus wennerae
Neogonodactylus wennerae är en kräftdjursart som beskrevs av Manning och Heard 1996. Neogonodactylus wennerae ingår i släktet Neogonodactylus och familjen Gonodactylidae. Inga underarter finns listade i Catalogue of Life.